# Dovray (Minnesota)
Dovray es una ciudad ubicada en el condado de Murray en el estado estadounidense de Minnesota. En el Censo de 2010 tenía una población de 57 habitantes y una densidad poblacional de 87,68 personas por km².

## Geografía
Dovray se encuentra ubicada en las coordenadas 44°3′16″N 95°32′52″O / 44.05444, -95.54778. Según la Oficina del Censo de los Estados Unidos, Dovray tiene una superficie total de 0.65 km², de la cual 0.65 km² corresponden a tierra firme y (0%) 0 km² es agua.

## Demografía
Según el censo de 2010, había 57 personas residiendo en Dovray. La densidad de población era de 87,68 hab./km². De los 57 habitantes, Dovray estaba compuesto por el 98.25% blancos, el 0% eran afroamericanos, el 0% eran amerindios, el 0% eran asiáticos, el 0% eran isleños del Pacífico, el 0% eran de otras razas y el 1.75% pertenecían a dos o más razas. Del total de la población el 1.75% eran hispanos o latinos de cualquier raza.